# Копнена Војска Белорусије
Копнена Војска Белорусије основана 1992. године. Снага Војске је 20.000. Они су део Оружаних снага Републике Белорусије.

## Оружје
Тенкови
- T-72Б
- Т-72Б3
- Т-72БМЕ
- T-80

Артиљерија
- БМ-21
- Д-30 122 мм
- Д-20 152 мм
- 2A36 152 мм
- 2С1 122 мм
- 2С3 152 мм
- 2С5 152 мм
- 2С9 120 мм
- 2С19 152 мм
- МЛРС «Полонаисе»

Борбено возило пешадије
- БМП-1
- БМП-1К
- БМП-2
- БМД-1П
- БРДМ-2

Оклопни транспортер
- БТР-70
- БТР-70МБ1
- БТР-80
- БТР-80А
- МТ-ЛБ
- БТР-Д

Оклопна возила
- CS/VN3
- Dongfeng Mengshi EQ2050F
- МБТС «Цаиман»
- Volat V1